# Henrik König (1686–1736)
Henrik König, född 11 mars 1686 i Stockholm, död natten mellan 24 och 25 september 1736 där, var en svensk affärsman. 
Henrik König var son till Henrik König. Han började tidigt biträda sin far, som vid tiden för hans uppväxt hunnit bli en ansedd handlare i Stockholm. König kom att spela en framträdande roll vid Ostindiska kompaniets tillkomst. Han tog genom olika inlagor 1729–1730 det formella initiativet till kompaniets bildande och blev sedan koncession lämnats 1731 dess förste direktör. Utanför sin verksamhet i kompaniet framträdde König även under sin egen firma som en av de medelstora exportörerna och importörerna i Stockholm under 1730-talet.
Han var far till Henrik König och Jacob Leonard König.

### Fotnoter
1. ↑  “År 1731, den 14 Juni, meddelades Commissarien Henr. König och Compagnie Kongl. Privilegium på 15 år, att inrätta en fart och handel på Ostindien, till sådana hamnar och orter, hwarest alla Europeiska nationer idkade fri och öppen handel.” (Ur Stockholms Stads Historia, från stadens anläggning till närwarande tid, utgiven av Nils Lundequist på Zacharias Hæggströms förlag)